# Valentin Scharpf
Valentin Scharpf (* 26. Februar 1988 in Füssen) ist ein deutscher Eishockeyspieler (Stürmer), der zuletzt beim EHC Klostersee in der Oberliga unter Vertrag stand.

## Karriere
Scharpf durchlief die Nachwuchsabteilung des EV Füssen, bevor er zur Saison 2006/07 zu seinem jetzigen Verein, dem EHC Klostersee in die Oberliga wechselte.
In der Saison 2008/09 wurde Scharpf mit einer Förderlizenz für den EHC München ausgestattet, bei dem er insgesamt drei Ligaspiele bestritt.

## Statistiken
(Legende zur Spielerstatistik: Sp oder GP = absolvierte Spiele; T oder G = erzielte Tore; V oder A = erzielte Assists; Pkt oder Pts = erzielte Scorerpunkte; SM oder PIM = erhaltene Strafminuten; +/− = Plus/Minus-Bilanz; PP = erzielte Überzahltore; SH = erzielte Unterzahltore; GW = erzielte Siegtore; 1 Play-downs/Relegation; Kursiv: Statistik nicht vollständig)